# Slakkenkloofjeszwam
De slakkenkloofjeszwam (Ascodichaena rugosa) is een schimmel behoren tot de familie Ascodichaenaceae. Hij komt voor in loofbossen op levende beuken en eiken.

## Naamgeving
De soort werd door Carl Linnaeus in 1753 als Lichen rugosum opgenomen in Species plantarum. Heinz Butin heeft het in 1977 overgedragen aan het nieuw omschreven geslacht Ascodichaena, waarin het de typesoort is.

## Determinatie
De slakkenkloofjeszwam wordt gekenmerkt door zwarte vlekken of strepen op de schors van de gewone beuk. De zwarte pycnidiën (aseksuele vruchtlichamen) zijn koffieboonvormig als ze jong zijn, zwart en 300–450 × 300 μm groot. In deze conidia worden de pycnosporen gevormd, die ovaal, kleurloos en 18–24 × 13–16 μm groot zijn.

## Ecologie
De slakkenkloofjeszwam groeit meestal op het onderste deel van de stam van beuken van verschillende leeftijden. De pycnosporen komen vooral bij vochtig weer vrij en worden door slakken op de boomschors verspreid, wat een belangrijke bijdrage levert aan de verspreiding van de schimmel. Het wordt ook gevonden op verschillende eikensoorten (Quercus) waar het seksuele vruchtlichamen vormt (perfect stadium), terwijl het op beuken bijna uitsluitend voorkomt in de anamorfe vorm. De hyfen groeien in de bast van de boom, waar ze haustoria vormen voor de opname van voedingsstoffen. De boom reageert op de schimmelaanval met een verhoogde bastgroei, wat leidt tot een broze schors. De veroorzaakte schade wordt echter geclassificeerd als gering; Tegenmaatregelen worden niet aanbevolen.

## Verspreiding
De slakkenkloofjeszwam is bekend uit Europa en Noord-Amerika. In Nederland komt hij zeldzaam voor. Hij staat niet op de rode lijst en is niet bedreigd.